# Hæmatom
Et hæmatom (af græsk haima, blod, og af græsk -oma svulst) er en svulstlignende blodansamling, på dansk ofte kaldet et blåt mærke.
Eksempler på sådanne er hæmatomer i huden efter slag og hjerneblødninger.
Ved et hæmatom ødelægges cellerne, hvorved der frigives kalium fra disse, hvilket ved store hæmatomer kan føre til hyperkaliæmi.
- To eksempler

| Lægevidenskab | Spire Denne artikel om lægevidenskab er en spire som bør udbygges. Du er velkommen til at hjælpe Wikipedia ved at udvide den. |